# Asikuma/Odoben/Brakwa
Asikuma/Odoben/Brakwa är ett distrikt i Ghana.   Det ligger i regionen Centralregionen, i den södra delen av landet, 90 km väster om huvudstaden Accra. Antalet invånare är 94 518. Arean är 765 kvadratkilometer.
Terrängen i Asikuma/Odoben/Brakwa är platt.